# アメリカ合衆国の連邦大学校
アメリカ合衆国の連邦大学校 (United States federal academies) はアメリカ合衆国連邦政府により運営され、専門的な技能に関する職業教育や研修を行う施設である。現在、19校がある。
- アメリカ合衆国士官学校 (5校) 
  - 陸軍士官学校 (ウエスト・ポイント "West Point" またはアーミー "Army"、1802年設立)
  - 海軍兵学校 (アナポリス "Annapolis" またはネイビー "Navy"、1845年設立)
  - 空軍士官学校 (1954年設立)
  - 沿岸警備隊士官学校 (1876年設立)
  - 商船大学校 (キングスポイント "Kings Point"、1942年設立)

- 大学院相当の参謀学校 (8校)
  - アメリカ軍保健科学大学 (1972年設立)
  - 国防大学 ("NDU"、1976年設立)
  - 空軍大学（Air University）
    - 空軍戦争大学校
    - 空軍工科大学

  - 海軍大学校
  - 海軍大学院
  - 海兵隊大学
    - 海兵隊大学校

  - 陸軍指揮幕僚大学
  - 陸軍戦略大学

- 非軍事学校 (5校) 
  - 外交事務研究所 (1947年設立)
  - 連邦法執行訓練センター (1970年設立)
  - 国立鉱山安全衛生学校 (1971年設立)
  - FBIアカデミー (1972年設立)
  - 国立消防大学 (en)（"NFA"、1976年設立)